# Eupteleaceae
Las eupteleáceas (Eupteleaceae) son una familia de angiospermas del orden Ranunculales. Consta de un único género, Euptelea Siebold & Zucc., 1840 con 2 especies, que se distribuyen por el este y sur de Asia.

## Descripción
- Árboles caducifolios, raramente arbustos. Indumento prácticamente ausente, a lo sumo con pelos simples, uniseriados, caducos en las hojas jóvenes.
- Hojas simples, espirales, dentadas (dientes glandulares), ovales o redondeadas y acuminadas, mayores en los macroblastos, pinnatinervias, craspedódromas, peciolos con células secretoras y taníferas, su base excavada, sin estípulas, vernación subplicada-conduplicada. Estomas anomocíticos, hipostomáticos.
- Tallos simpódicos, a veces con varios troncos, con macro- y braquiblastos. Nudos unilacunares, con (5-)7-9(-11) rastros foliares.
- Inflorescencias precoces, flores solitarias en la axila de una bráctea, las brácteas agrupadas en fascículos de 6-12 en cada nudo de braquiblastos foliosos, las inferiores con 2 bracteolas.
- Flores pequeñas, aclamídeas, hipóginas, perfectas, bisimétricas, pendientes. Receptáculo plano. Disco hipógino ausente. Androceo de 6-19(-50) estambres libres, largos, filantéreos, univerticilados, anteras rojas, grandes, basifijas, no versátiles, latrorsas, con 2 tecas, cada teca 2-esporangiada, dehiscencia por hendiduras longitudinales laterales, conectivo apicalmente prominente. Gineceo apocárpico, súpero, de (6-)8-31 carpelos libres, pequeños, estipitados, utriculados, astilos, verdes, estigmas 2, en forma de crestas a lo largo de la sutura ventral, laterales, secos, con largas papilas unicelulares, óvulos anátropos, apótropos, bitégmicos, crasinucelados, 1-3(-4) por carpelo, placentación marginal.
- Fruto compuesto de varias sámaras pequeñas, estipitadas, apergaminadas.
- Semilla plana con endospermo abundante, oleoso, embrión pequeño, recto, con 2 cotiledones.
- Polen esferoidal, tricolpado a multiaperturado, tectado-perforado, finamente reticulado, escabrado (con verrugas supratectales), exina apertural grosera con granos irregulares.
- Número cromosómico: 2n = 28.

Euptelea polyandra
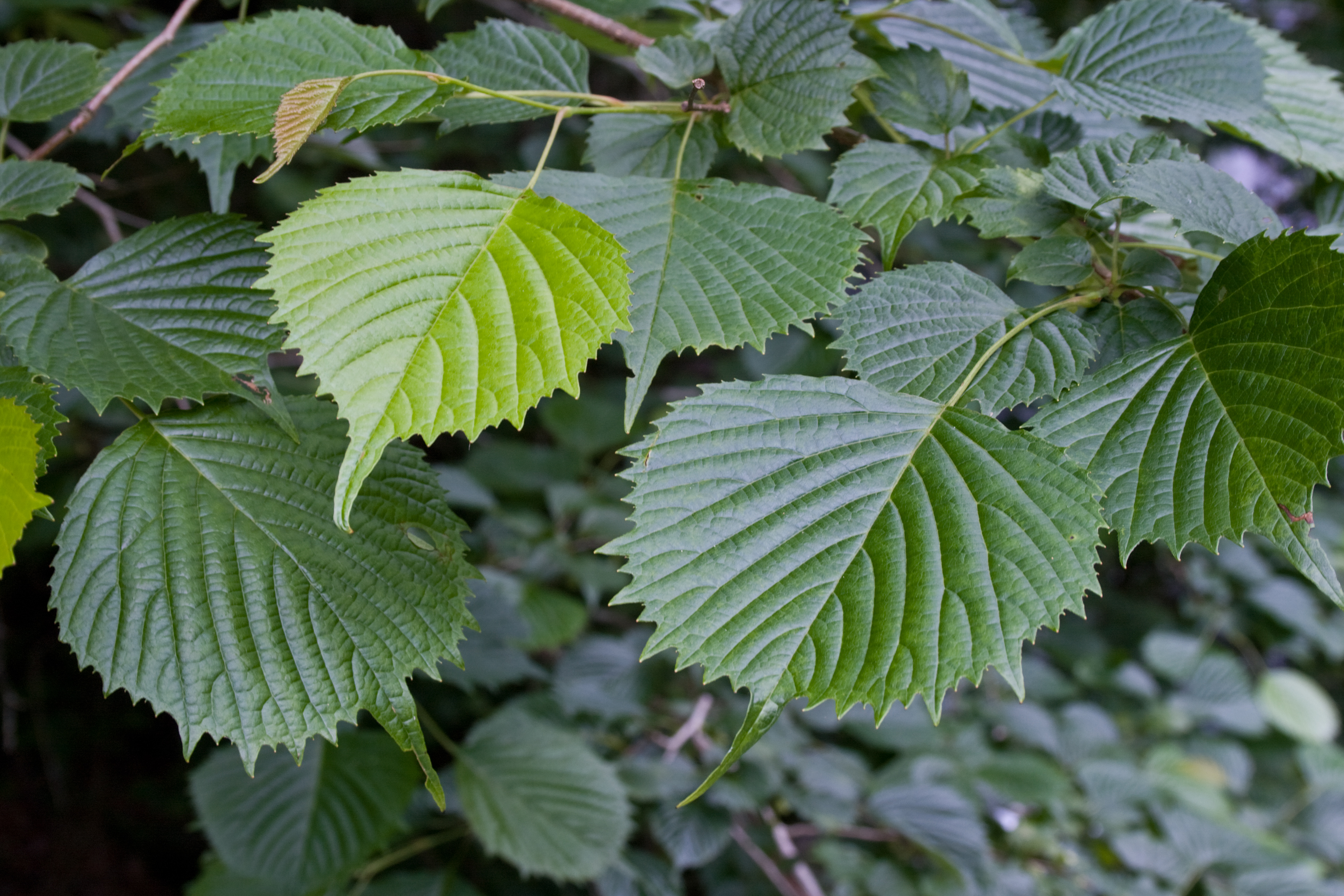
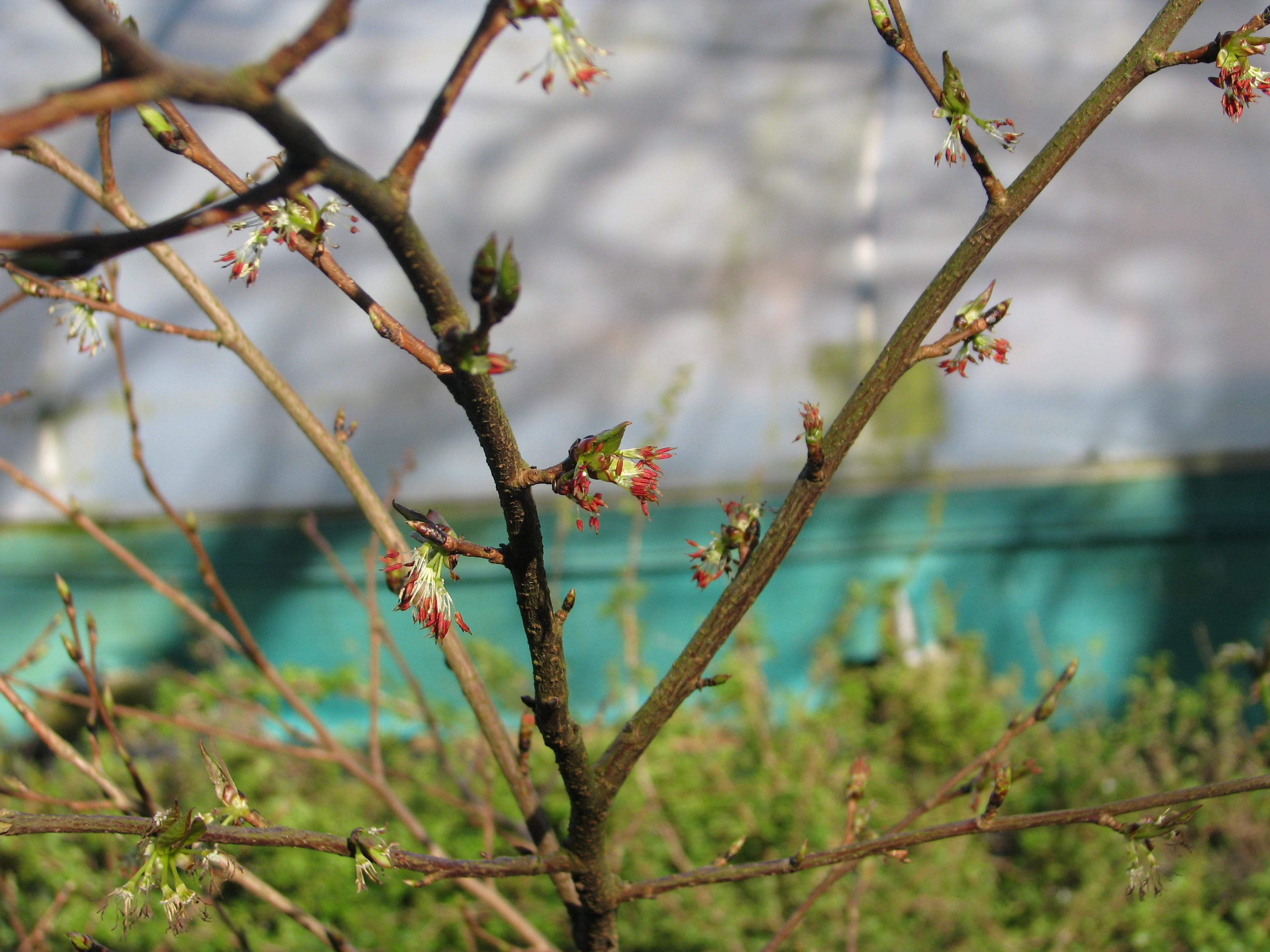
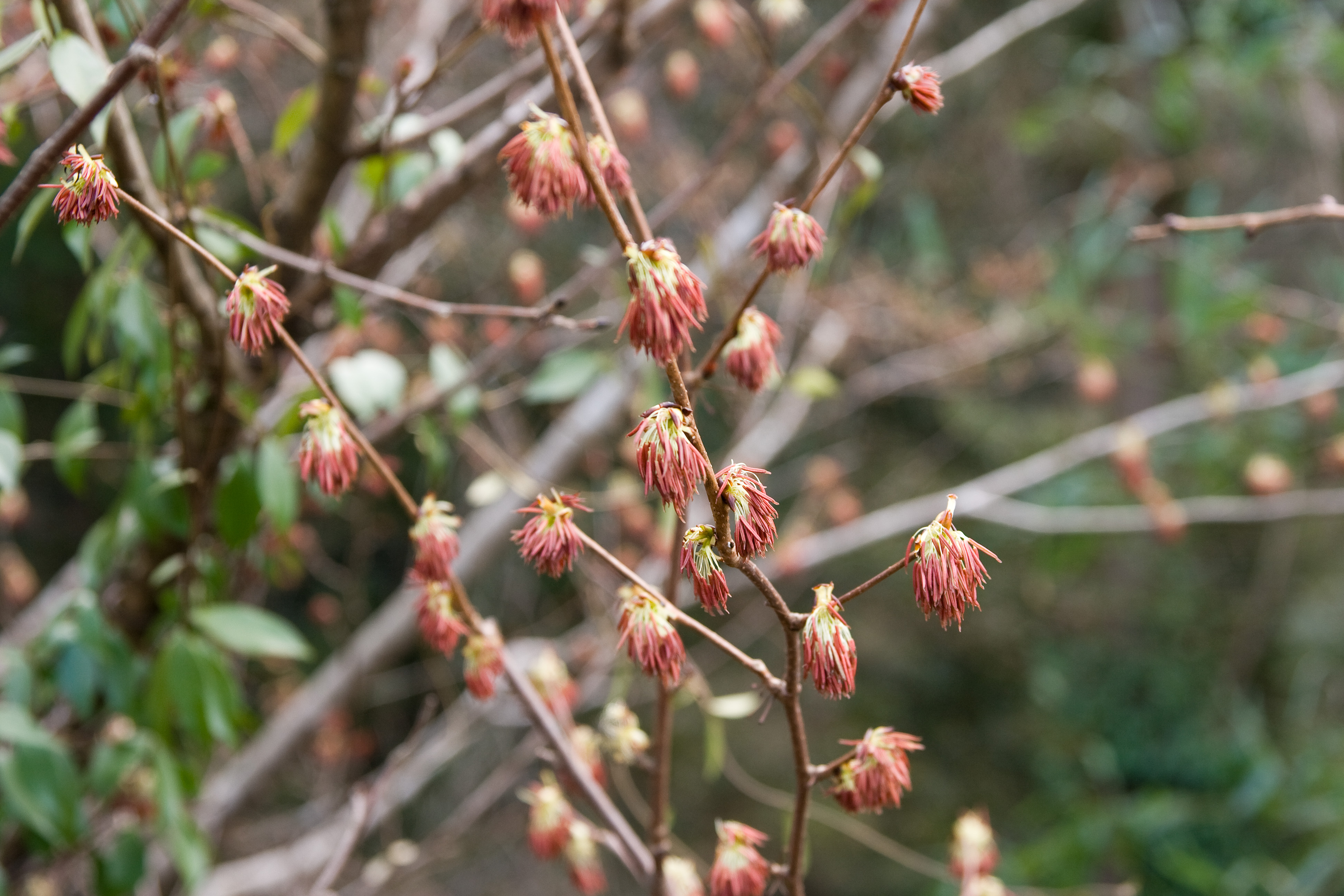
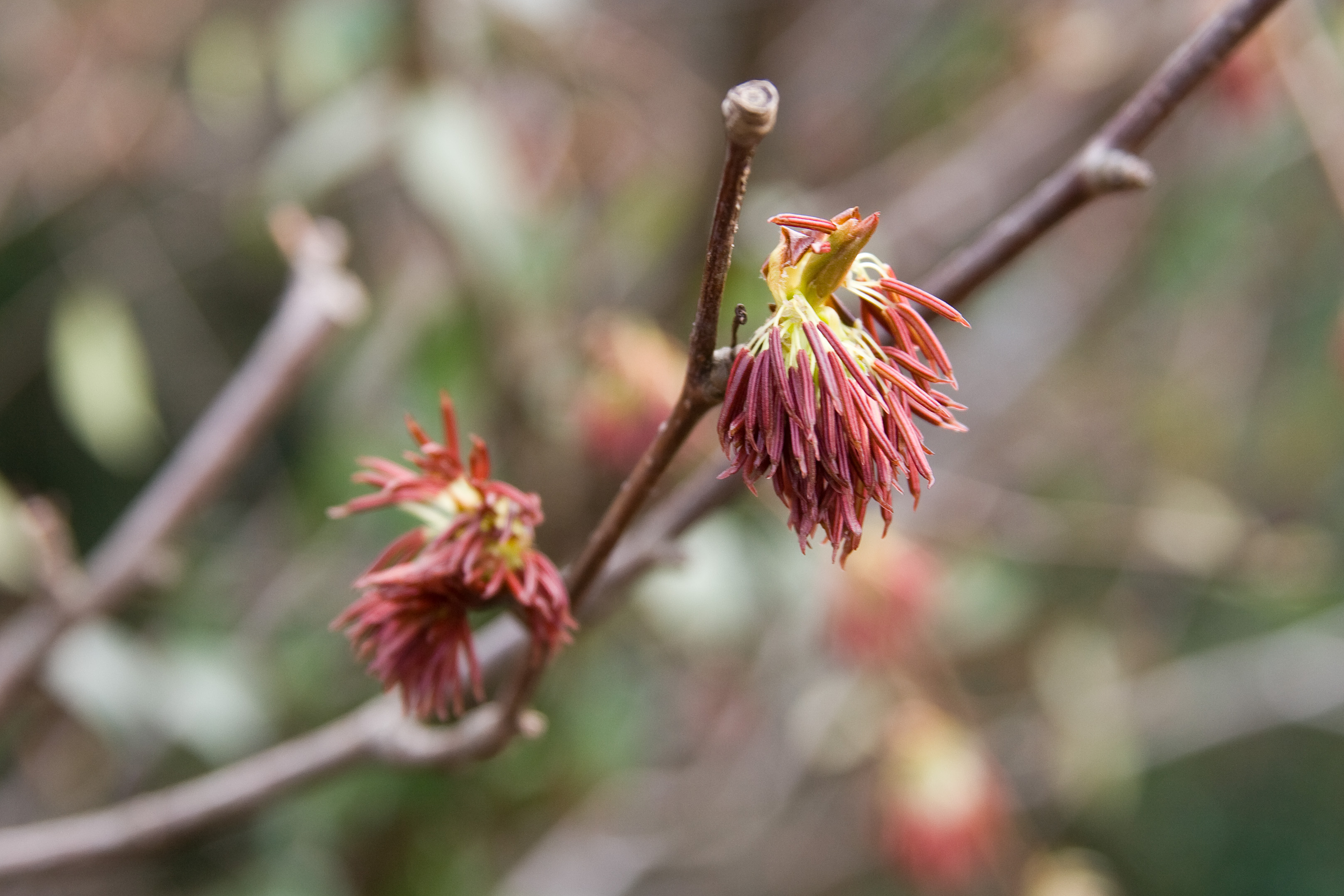

## Ecología
Los carpelos en la antesis están muy inmaduros, los óvulos tardan 2 meses en alcanzar la madurez y se fecundan entonces (2 meses después de la polinización), presentando autoincompatibilidad parcial. Polinización anemófila, con antesis temprana (marzo-abril). Las sámaras presentan dispersión anemócora. Se encuentran en los bosques de valles húmedos. Florecen de marzo a mayo y fructifican de julio a agosto.

## Fitoquímica
Presentan proantocianidinas, saponinas, sapogeninas, quercetina y kaempferol, así como flavonoides del tipo de la calcona, pero no miricetina, arbutina, ácido elágico ni iridoides. No son cianogenéticas.

## Usos
Las dos especies se cultivan a veces como ornamentales.

## Posición sistemática
Las eupteleáceas son un grupo de angiospermas que se incluyen en el clado Eudicotiledóneas. Se le ha reconocido siempre una posición aislada y usualmente se la ha incluido en el orden Hamamelidales o en uno propio, Eupteleales, o bien en el orden Trochodendrales, lo que viene a reflejar las dudas que suscita entre los botánicos, que le han buscado relaciones con las cercidifiláceas o las eucomiáceas. Los avances en filogenia molecular han permitido ubicar la familia como la rama basal del orden Ranunculales. El APW (Angiosperm Phylogeny Website) considera que forma parte del Orden Ranunculales, siendo el grupo hermano del resto de las familias que componen un clado más avanzado (cf. AP-website).

## Táxones incluidos
Introducción teórica en Taxonomía
El género Euptelea Siebold & Zucc., 1840, tiene como especie tipo E. polyandra Siebold & Zucc., 1840. Se conocen actualmente dos especies:
- Especie Euptelea pleiosperma Hook.f. & Thomson, 1864 (= E. davidiana Baill., 1876; E. delavayi Tiegh., 1900; E. franchetii Tiegh., 1900; E. minor Ching, 1941)

Nordeste de la India, Bután, China. 900-3600 m. Árbol o arbusto de 2-15 m.
- Especie Euptelea polyandra Siebold & Zucc., 1840

Japón. 400-1500 m. Arbolito o árbol de 3-7 m.